# 川崎村 (三重県)
川崎村（かわさきむら）は三重県鈴鹿郡にあった村。現在の亀山市の北東端（能褒野町を除く）、安楽川の沿岸、亀山ジャンクションの東方一帯にあたる。

## 地理
- 河川：安楽川、御幣川、八島川

## 歴史
- 1889年（明治22年）4月1日 - 町村制の施行により、田村・長明寺村・川崎村・太森村の区域をもって発足。
- 1954年（昭和29年）10月1日 - 亀山町・昼生村・井田川村・野登村と合併して亀山市が発足。同日村廃止。

## 交通

### 道路
現在は旧村域を東名阪自動車道が通過するが、当時は未開通。亀山ジャンクションの敷地の一部が所在。